# Agoua
Agoua est l'un des neuf arrondissements de la commune de Bantè dans le département du Collines au Bénin.

## Géographie
Agoua est situé au centre du Bénin et compte 3 villages que sont Kloubou, N'tchon et Agoua N'tchotche.

## Démographie
Selon le recensement de la population de 2013 conduit par l'Institut national de la statistique et de l'analyse économique (INSAE), Agoua compte 8 078 habitants  .